# 津比采

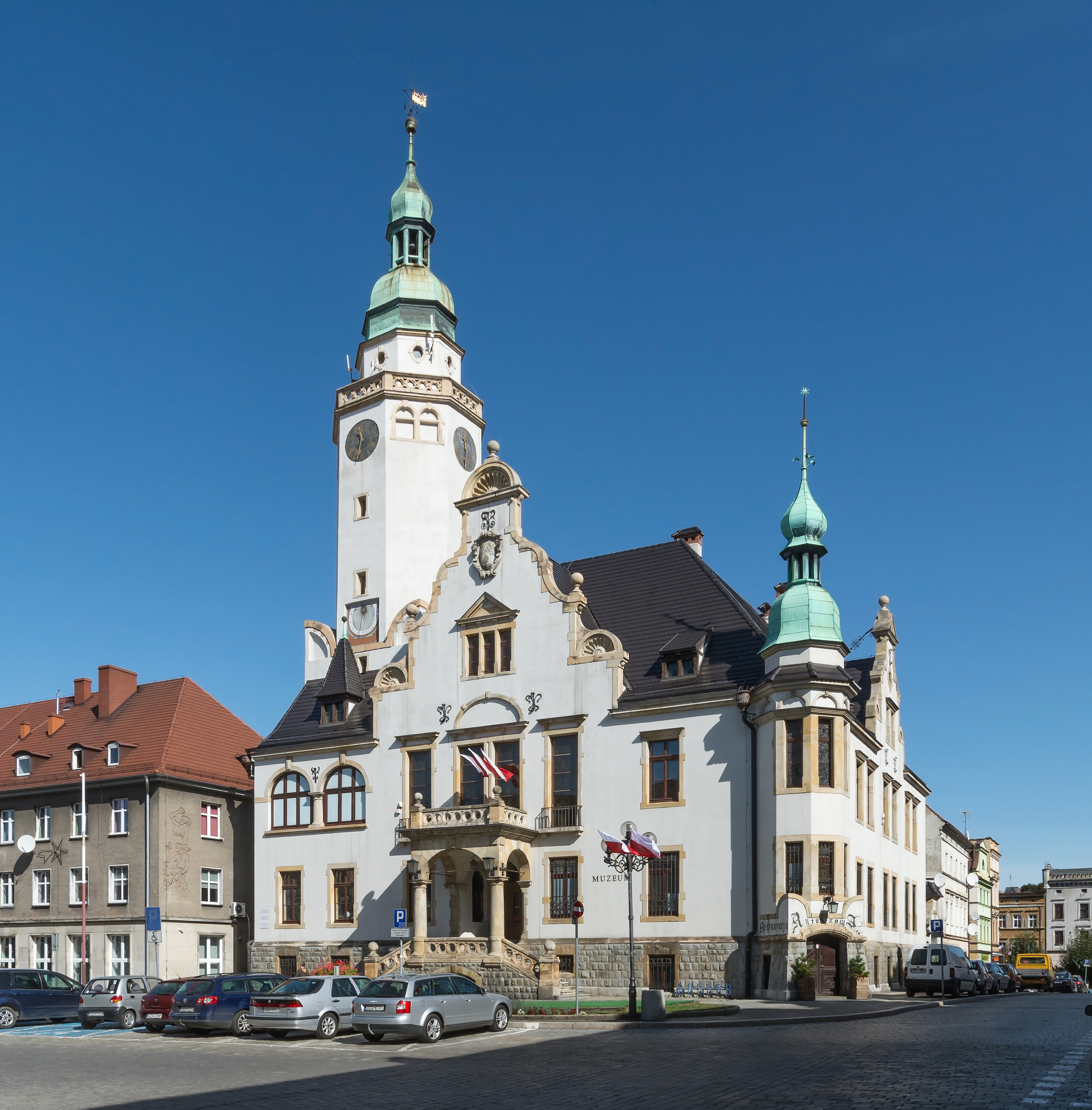
津比采市政廳

津比采（波蘭語：Ziębice）是波蘭的城鎮，位於該國西南部下西里西亞省，距離首府弗罗茨瓦夫59公里，面積15.08平方公里，海拔高度199米，2024年人口7,981。

## 外部連結
- Jewish Community in Ziębice （页面存档备份，存于） on Virtual Shtetl

50°36′N 17°02′E / 50.600°N 17.033°E
1. ↑  , Główny Urząd Statystyczny, 2024-07-22  [2025-03-01], （原始内容存档于2024-12-04） （波兰语）